# SM U-40 (Alemanha)
O SM U-40 era um submarino - U-Boot - do tipo U 31 da Marinha Imperial Alemã (em alemão:  Kaiserliche Marine) utilizado durante a Primeira Guerra Mundial.
Sua construção foi ordenada em 12 de junho de 1912 e sua quilha foi estabelecida em 3 de abril de 1913 pela Germaniawerft de Kiel. Ela foi lançada em 22 de outubro de 1914 e comissionada em 14 de fevereiro de 1915 sob o comando de Gerhardt Fürbringer. O segundo oficial foi o tenente Rudolf Jauch (da família Jauch).
O U-40 realizou uma patrulha, sem afundar um navio.

## Desenho
Os submarinos alemães do tipo U 31 eram submarinos oceânicos de duplo casco semelhantes aos subprodutos de Tipo 23 e Tipo 27, em dimensões, e diferiram apenas ligeiramente em propulsão e velocidade. Eles foram considerados muito bons barcos de alto mar com manobrabilidade média e boa direção de superfície.
O U-40 tinha um comprimento total de 64,70 m, o casco de pressão era de 52,36 m (171 pés 9 polegadas) de comprimento. O feixe do barco era de 6,32 m (20 pés 9 polegadas) (o / a), enquanto o casco de pressão media 4,05 m (13 pés 3 polegadas). O tipo 31 tinha um rascunho de 3,56 m (11 pés 8 polegadas) com uma altura total de 7,68-8,04 m (25 pés 2 em 26 pés 5 polegadas). Os barcos deslocaram um total de 971 toneladas (956 toneladas longas); 685 toneladas (674 toneladas longas) quando expostas e 878 toneladas (864 toneladas longas) quando submersas.
O U-40 foi equipado com dois motores diesel alemães de dois cilindros de 6 cilindros com um total de 1.850 cavalos-força métricos (1.361 kW; 1.825 bhp) para uso na superfície e dois motores elétricos de dupla ação Siemens-Schuckert com um total de 1.200 PS (883 kW; 1,184 shp) para uso subaquático. Estes motores alimentaram dois eixos cada um com uma hélice de 1,60 m (5 ft 3 in), o que proporcionou ao barco uma velocidade de superfície superior de 16,4 nós (30,4 km / h; 18,9 mph) e 9,7 nós (18,0 km / h; 11,2 mph ) quando submerso. O intervalo de cruzeiro foi de 8,790 milhas náuticas (16,280 km; 10,120 mi) a 8 nós (15 km / h; 9,2 mph) na superfície e 80 nmi (150 km; 92 mi) a 5 nós (9,3 km / h; 5,8 mph ) embaixo da água. A profundidade de mergulho foi de 50 m (164 pés 1 pol).
O U-boat foi armado com quatro  tubos de torpedo, dois montado na proa e dois na popa, e levou 6 torpedos. Além disso, o U-40 foi equipado em 1915 com armas de convés um 8,8 cm (3,5 pol) UK L/30.

## Destino
Na manhã de 23 de junho de 1915, o U-40 afundou o traineiro Taranaki no Mar do Norte. Taranaki era de fato um navio de chamariz, ou "Q-ship", e foi conectado ao submarino submerso HMS C24 por uma linha de reboque combinada e cabo telefônico. Quando o U-40 parou o traineiro, Taranaki informou a situação para o C24. Quando o C24 tentou deslizar a linha de reboque, no entanto, o mecanismo de liberação falhou, e C24 teve que manobrar em uma posição de ataque com uma centena de braças de corrente pendurada no arco. Seu comandante, tenente Frederick Henry Taylor, conseguiu ajustar sua aparência e evitar a incrustação da corrente nas hélices e disparou um único torpedo que atingiu U-40 no meio do navio. O U-boat afundou instantaneamente, apenas três homens na torre secreta sobreviveram para ser pegos por Taranaki.

## Naufrágio descoberto
A localização relatada do naufrágio variou. De acordo com algumas fontes, era "50 nmi (93 km; 58 mi) a sudeste de Aberdeen". Outros sugeriram que era "leste do Firth of Forth".
No entanto, em março de 2009, a empresa escocesa Marine Quest anunciou que seus mergulhadores descobriram o naufrágio da U-40, aproximadamente 40 nmi (74 km; 46 milhas) de Eyemouth, Berwickshire, Escócia, "milhas de onde foi gravado como indo para baixo"